# Tamagawa (Ehime)
El pueblo de Tamagawa (玉川町 Tamagawa-chō?) fue un pueblo del distrito de Ochi en la región de Toyo (東予地方 Tōyo-chihō?) de la prefectura de Ehime.

## Características
Estaba localizada en la zona central de la península de Takanawa. Limitaba con las ciudades de Matsuyama, Imabari, y Saijo; los pueblos de Oonishi y Kikuma, y la villa de Asakura (las tres del distrito de Ochi y en la actualidad parte de la ciudad de Imabari); y los pueblos de Shigenobu y Kawauchi (ambos del ya extinto distrito de Onsen y actualmente forman la ciudad de Toon).
El pueblo era atravesado por el río Soja (蒼社川 Sōja-gawa?), en cuyo curso medio se encuentra la represa de Tamagawa (玉川ダム Tamagawa-damu?). El río Soja es una fuente de abastecimiento de agua importante para la ciudad de Imabari, aunque con frecuencia también se producen inundaciones.

## Historia
- 1954: el 31 de marzo se fusionan las villas de Nibukawa (鈍川村 Nibukawa-mura?), Kuwa (九和村 Kuwa-mura?), Kanbe (鴨部村 Kanbe-mura?) y Ryuoka (竜岡村 Ryūoka-mura?), formando la villa de Tamagawa (玉川村 Tamagawa-mura?).
- 1962: el 1 de abril la villa de Tamagawa pasa a ser el pueblo de Tamagawa.
- 2005: el 16 de enero es absorbida junto a los pueblos de Kikuma, Oonishi, Miyakubo, Namikata, Yoshiumi, Hakata, Kamiura y Oomishima, y las villas de Asakura y Sekizen, todas del distrito de Ochi, por la ciudad de Imabari.

## Economía
Sus principales actividades económicas fueron la agricultura, la actividad forestal y, debido a su cercanía con la ciudad de Imabari, la actividad textil centrada en la fabricación de toallas. Cabe destacar que la mayor parte de la superficie del pueblo estaba cubierta por montes. Por otra parte, también cuenta con uno de los tres principales onsen de la prefectura de Ehime, el onsen de Nibukawa, y la actividad turística es importante. Es atravesada por la ruta nacional 317 y queda a medio camino entre las ciudades de Matsuyama e Imabari, observándose en los últimos años un desarrollo como ciudad dormitorio. 
El principal cultivo es el de shiitake, que se cultiva en troncos y cuyo sabor tiene un alto reconocimiento a nivel nacional. El pueblo contaba con un puesto de venta directa de productos frescos, el cual era visitado por habitantes de localidades vecinas.